# Folkomröstningen om Natomedlemskap i Georgien 2008
En folkomröstning rörande Georgiens medlemskap i Nato hölls den 5 januari 2008 tillsammans med det tidigarelagda presidentvalet i landet. Att omröstningen skulle hållas meddelades den 26 november 2007, i samband med att sittande presidenten Micheil Saakasjvili klev ned från presidentposten till förmån för en tillförordnad president inför det stundande valet i landet. 
Den enda frågan som referendumet ställde var: "Vill du att Georgien skall bli medlem i Nato?". Enligt det officiella resultatet enligt Georgiens centrala valkommission röstade 77 % för och 23 % emot förslaget.
| Svar   | Röster    | %      |
| ------ | --------- | ------ |
| Ja     | 1 355 328 | 77,00  |
| Nej    | 404 943   | 23,00  |
| Totalt | 1 760 271 | 100,00 |

### Fotnoter
1. ↑  Georgier sollen am 5. Januar auch über Nato-Beitritt entscheiden NZZ, 26 november 2007 (tyska)
2. ↑  Georgia to Hold Plebiscite on NATO Membership UNA Georgia. Civil Georgia, 26 november 2007 (engelska)
3. ↑  Plebiscite.[död länk] Elections.ge (Civil Georgia). 11 januari 2008.